# U-21 (1936)
U-21 — малая подводная лодка типа IIB, времён Второй мировой войны. Заказ на постройку был отдан 2 февраля 1935 года. Лодка была заложена на верфи судостроительной компании Germaniawerft, Киль 4 марта 1936 года под заводским номером 551. Спущена на воду 31 июля 1936 года. 3 августа 1936 года принята на вооружение и, под командованием капитан-лейтенанта Курта Фрейвальда вошла в состав 1-й флотилии.

## История службы
Совершила 7 боевых походов, потопила 5 судов (10 706 брт) и одно вспомогательное военное судно (605 т), повредила крейсер (11 500 брт). 27 марта 1940 года села на мель к юго-востоку от Мандала, в точке с координатами 58°39′ с. ш. 2°00′ в. д. близ острова Олдкнуппен из-за навигационной ошибки. Интернирована в Кристиансанн в Норвегии, 9 апреля была отправлена обратно в Германию. Выведена из состава флота 5 августа 1944 года в Пиллау, разрезана на металл в феврале 1945 года.

### 1-й, 2-й и 3-й походы
Первый поход U-21 был относительно непримечательным.
9 сентября 1939 года во время своего второго похода лодка была атакована британской субмариной HMS Ursula, которая выстрелила по ней  и U-35 пять торпед в Северном море к северо-востоку от Берик-апон-Туид (на Англо-Шотландской границе) в районе с координатами 53°31′45″ с. ш. 6°14′49″ в. д.. Это было первое применение оружия подводными лодками Королевского флота во Второй мировой войне. Все торпеды прошли мимо.
Во время третьего похода U-21 также была торпедирована в середине Северного моря другой британской субмариной, HMS Sealion, с таким же неубедительным результатом - все 6 торпед прошли мимо.

### 4-й и 5-й походы
1 декабря 1939 года лодку постиг первый успех — примерно в 12 миль (19 км) к юго-востоку от Бьюкен Несс (возле Питерхеда) она торпедировала шедший под финским флагом Mercator, потопив его. Также на её мине подорвался, получив повреждения, британский лёгкий крейсер HMS Belfast (35).
21 декабря 1939 года во время пятого похода она за один день потопила Mars и Carl Henckel (оба из Швеции). Также, в заливе Ферт-оф-Форт на её мине подорвался и затонул боно-сетевой заградитель HMS Bayonet (Z05).

### 6-й поход
31 января 1940 года в свой шестой поход, примерно в 100 миль (160 км) к востоку от залива Мори-Ферт, лодка пополнила счет потопленных кораблей датским Vidar.

### 7-й поход
26 февраля 1940 года на мине с U-21 подорвался и затонул британский Royal Archer, а затем всё пошло наперекосяк и 26 марта из-за навигационной ошибки лодка налетела на мель возле острова Олдкнуппен. U-21 была отбуксирована в Мандал в Норвегии, где и была интернирована. После этого она была отбуксирована в Кристиансанн для ремонта и освобождена после немецкой оккупации страны.

### Судьба
В июле лодка была переведена в 21-ю флотилию в Киле как учебное судно, чем она и оставалась до конца войны. В феврале 1945 года U-21 была разрезана на металл.

## Командиры
- 3 августа 1936 года — 3 октября 1937 года — капитан-лейтенант Курт Фрейвальд (нем. Kapitänleutnant Kurt Freiwald)
- сентябрь 1936 года — 31 марта 1937 года — капитан-лейтенант Вернер Лотт (нем. Kapitänleutnant Werner Lott)
- 1937 год — 1937 год — капитан-лейтенант Вильгельм Амброзиус (нем. Kapitänleutnant Wilhelm Ambrosius)
- 1937 год — 1937 год — Капитан 3-го ранга Эрвин Сахс (нем. Korvettenkapitän Erwin Sachs)
- 1 октября 1937 года — 6 января 1940 года — обер-лейтенант цур зее (с 1 апреля 1939 года капитан-лейтенант) Фриц Фрауэнхайм (нем. Oberleutnant zur See Fritz Frauenheim ) (Кавалер Рыцарского Железного креста)
- 6 января 1940 года — 28 июля 1940 года — капитан-лейтенант Вольф-Харро Штиблер (нем. Kapitänleutnant Wolf-Harro Stiebler)
- 1 августа 1940 года — 20 декабря 1940 года — обер-лейтенант цур зее Ганс Хейдтман (нем. Oberleutnant zur See Hans Heidtmann) (Кавалер Рыцарского Железного креста)
- 21 декабря 1940 года — 18 мая 1941 года — капитан-лейтенант Эрнст-Бернвард Лохсе (нем. Kapitänleutnant Ernst-Bernward Lohse)
- 18 мая 1941 года — 3 января 1942 года — обер-лейтенант цур зее Карл-Гейнц Хербшлеб (нем. Oberleutnant zur See Karl-Heinz Herbschleb)
- 4 января 1942 года — 24 сентября 1942 года — обер-лейтенант цур зее Ганс-Гейнрих Дёлер (нем. Oberleutnant zur See Hans-Heinrich Döhler)
- 25 сентября 1942 года — 28 января 1943 года — лейтенант цур зее Ганс-Фердинанд Гейзлер (нем. Leutnant zur See Hans-Ferdinand Geisler)
- 28 января 1943 года — 11 мая 1944 года — лейтенант цур зее (с 1 января 1944 года обер-лейтенант цур зее) Рудольф Кугульберг (нем. Leutnant zur See Rudolf Kugelberg)
- 12 мая 1944 года — 5 августа 1944 года — обер-лейтенант цур зее Вольфганг Шварцкопф (нем. Oberleutnant zur See Wolfgang Schwarzkopf)

## Флотилии
- 3 августа 1936 года — 30 июня 1940 года — 1-я флотилия
- 1 июля 1940 года — 30 сентября 1942 года — 21-я флотилия (учебная лодка)

## Потопленные суда
| Название          | Тип                      | Принадлежность | Дата                 | Тоннаж (брт) | Груз                                                                                                   | Судьба           | Место                    |
| ----------------- | ------------------------ | -------------- | -------------------- | ------------ | --- | ---------------- | ------------------------ |
| HMS Belfast (C35) | лёгкий крейсер           | Великобритания | 21 ноября 1939 года  | 11 500       | - | повреждён (мина) | 56°06′ с. ш. 2°55′ в. д. |
| Mercator          | грузовое судно           | Финляндия      | 1 декабря 1939 года  | 4 260        | генеральный груз, включающий 1270 тонн кофе, маиса, пшеницы, льняных семян, казеина, арахисового масла | потоплен         | 57°25′ с. ш. 1°35′ з. д. |
| HMS Bayonet (Z05) | боно-сетевой заградитель | Великобритания | 21 декабря 1939 года | 605          | - | потоплен (мина)  | 56°05′ с. ш. 2°32′ з. д. |
| Mars              | грузовое судно           | Швеция         | 21 декабря 1939 года | 1 475        | уголь                                                                                                  | потоплен         | 57°00′ с. ш. 0°20′ в. д. |
| Carl Henckel      | грузовое судно           | Швеция         | 21 декабря 1939 года | 1 352        | уголь                                                                                                  | потоплен         | 57°00′ с. ш. 0°17′ в. д. |
| Vidar             | грузовое судно           | Дания          | 31 января 1940 года  | 1 353        | стальные болванки                                                                                      | потоплен         | 58°39′ с. ш. 2°00′ в. д. |
| Royal Archer      | грузовое судно           | Великобритания | 24 февраля 1940 года | 2 266        | 630 тонн генерального груза                                                                            | потоплен (мина)  | 56°06′ с. ш. 2°55′ з. д. |